# Dicarpa
Dicarpa is een geslacht van zakpijpen (Ascidiacea) uit de familie Styelidae en de orde Stolidobranchia.

## Soorten
- Dicarpa antarctica Monniot C. & Monniot F., 1977
- Dicarpa atlantica Millar, 1964
- Dicarpa cornicula (Monniot C., 1978)
- Dicarpa fibrata Monniot C., 1997
- Dicarpa insinuosa (Sluiter, 1912)
- Dicarpa intritae Monniot C. & Monniot F., 1976
- Dicarpa lata Monniot C. & Monniot F., 1976
- Dicarpa mysogyna Monniot C. & Monniot F., 1982
- Dicarpa pacifica Millar, 1964
- Dicarpa simplex Millar, 1955
- Dicarpa spinifera Monniot F. & Monniot C., 1976
- Dicarpa tricostata (Millar, 1960)